# Huzzah
Huzzah (às vezes escrito hazzah; originalmente soletrado huzza, na maioria das variedades modernas do inglês hurray ou hooray) é, de acordo com o Oxford English Dictionary (OED), "aparentemente uma mera interjeição". O dicionário não menciona nenhuma derivação específica. Quaisquer que sejam suas origens, ele viu uso literário ocasional desde pelo menos a época de Shakespeare, como o primeiro uso foi em 1573, de acordo com Merriam-Webster.

## Origem e uso militar
A origem da palavra em suas várias formas não é clara, mas pode ter sido influenciada por gritos de guerra em várias línguas: o Oxford English Dictionary (OED) sugere palavras dinamarquesas, suecas, holandesas, russas e prussianas que podem ter influenciado.
O antropólogo Jack Weatherford formulou a hipótese de que vem do mongol Huree; usado pelos exércitos mongóis e se espalhou pelo mundo durante o Império Mongol do século XIII. A palavra é um elogio, bem como amém ou aleluia, gritado no final de discursos ou orações.
Ao contrário da crença popular, a palavra não aparece nas obras originais de Shakespeare. Escrito em três partes por volta de 1591, os I, II e III Henrique VI de Shakespeare foram condensados por Charles Kemble em 1888 em um único texto intitulado Henrique VI. Embora a versão condensada de Kemble registre a última linha do Ato III, Cena III como, "Todos. Huzza! Huzza! Huzza! — Viva o Rei!", esse verso não aparece no texto original de Shakespeare, mas é a própria inserção de Kemble entre II Henrique VI, Ato IV, Cenas VIII e IX.
Frequentemente usado incorretamente nos Festivais da Renascença e nas encenações da Revolução Americana, huzzah era originalmente escrito huzza e pronunciado hâzei. Na poesia e nos escritos do final dos anos 1700, palavras como dizer, brincar e dia foram usadas para rimar com huzza. Um exemplo pode ser visto na música "Keppel Forever":

"Bonfires, bells did ring; Keppel was all the ding,
Music did play;
Windows with candles in, for all to honor him:
People aloud did sing, “Keppel! Huzza!”"